# Нефедьево (Улейминское сельское поселение)
Нефедьево — село в Угличском районе Ярославской области России, входит в состав Улейминского сельского поселения.

## География
Село расположено на берегу реки Улейма в 13 км на запад от центра поселения села Улейма и в 24 км на юго-восток от Углича.

## История
В селе имеются две каменные церкви. Первая холодная построена в 1784 году на средства прихожан. Престол в ней был один - во имя святителя и чудотворца Николая. Вторая — теплая, построена в 1800 году и освящена в 1808 году во имя св. и чудотворца Тихона Амафунтского. С 1879 года в селе действовало земское училище, а с 1901 года — церковно-приходское попечительство. 
В конце XIX — начале XX село входило в состав Улейминской волости Угличского уезда Ярославской губернии. 
С 1929 года село входило в состав Подберезовского сельсовета Угличского района, в 1944 — 1959 годах в составе Ильинского района, с 1954 года — в составе Черницкого сельсовета, с 1959 года — в составе Улейминского сельсовета, с 2005 года — в составе Улейминского сельского поселения.

### В годы Великой Отечественной войны

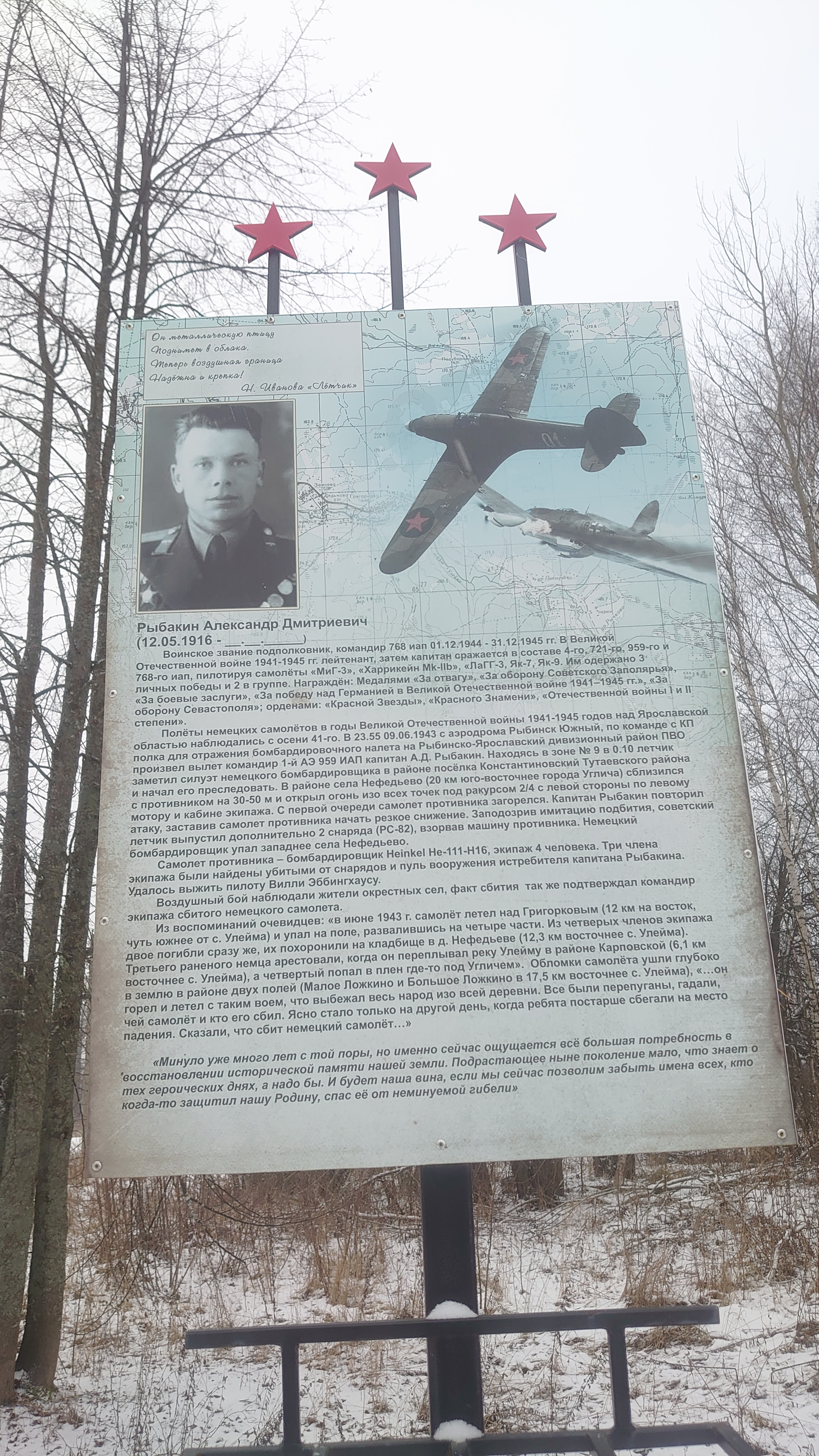
Памятная доска

Полёты немецких самолётов над Ярославской областью наблюдались с осени 1941-го года. 9 июня 1943 г. в 23:55 с аэродрома Рыбинск Южный, по команде с КП полка для отражения бомбардировочного налета на Рыбинско-Ярославский дивизионный район ПВО произвел вылет командир 1-й АЭ 959 ИАП капитан Александр Дмитриевич Рыбакин. Находясь в зоне № 9 в 0.10 летчик заметил силуэт немецкого бомбардировщика в районе посёлка Константиновский Тутаевского района и начал его преследовать. В районе села Нефедьево (20 км юго-восточнее города Углича) сблизился с противником на 30-50 метров и открыл огонь изо всех точек под ракурсом 2/4 с левой стороны по левому мотору и кабине экипажа. С первой очереди самолет противника загорелся. Капитан Рыбакин повторил атаку, заставив самолет противника начать резкое снижение. Заподозрив имитацию подбития, советский летчик выпустил дополнительно 2 снаряда (РС-82), взорвав машину противника. Немецкий бомбардировщик упал западнее села Нефедьево.
Самолёт противника - бомбардировщик Heinkel Не-111-Н16, экипаж 4 человека. Три члена экипажа были найдены убитыми от снарядов и пуль вооружения истребителя капитана Рыбакина. Удалось выжить пилоту Вилли Эббингхаусу.
Воздушный бой наблюдали жители окрестных сел, факт сбития также подтверждал командир экипажа сбитого немецкого самолета.
Из воспоминаний очевидцев: «в июне 1943 г. самолёт летел над Григорковым (12 км на восток, чуть южнее от с. Улейма) и упал на поле, развалившись на четыре части. Из четверых членов экипажа двое погибли сразу же, их похоронили на кладбище в селе Нефедьево. Третьего раненого немца арестовали, когда он переплывал реку Улейму в районе Карповской (6,1 км восточнее с. Улейма), а четвертый попал в плен где-то под Угличем». Обломки самолёта ушли глубоко в землю в районе двух полей (Малое Ложкино и Большое Ложкино в 17,5 км восточнее с. Улейма), «...он горел и летел с таким воем, что выбежал весь народ изо всей деревни. Все были перепуганы, гадали, чей самолёт и кто его сбил. Ясно стало только на другой день, когда ребята постарше сбегали на место падения. Сказали, что сбит немецкий самолет...»

## Население
| 1859 | 1914 | 2007 | 2010 |
| ---- | ---- | ---- | ---- |
| 292  | ↗337 | ↘102 | ↘80  |

## Достопримечательности
В селе расположены действующие Церкви Николая Чудотворца 1784 года постройки и Тихона Амафунтского 1800 года постройки. Недалеко от церквей находится родник, в советский период старинная часовня над родником была утрачена, а новая деревянная срубовая часовня была построена в 2000-х годах. Рядом со святым источником находится часовня-купальня.
В центре села установлен  в 1972 году военно-мемориальный обелиск.